# 석간주 연정

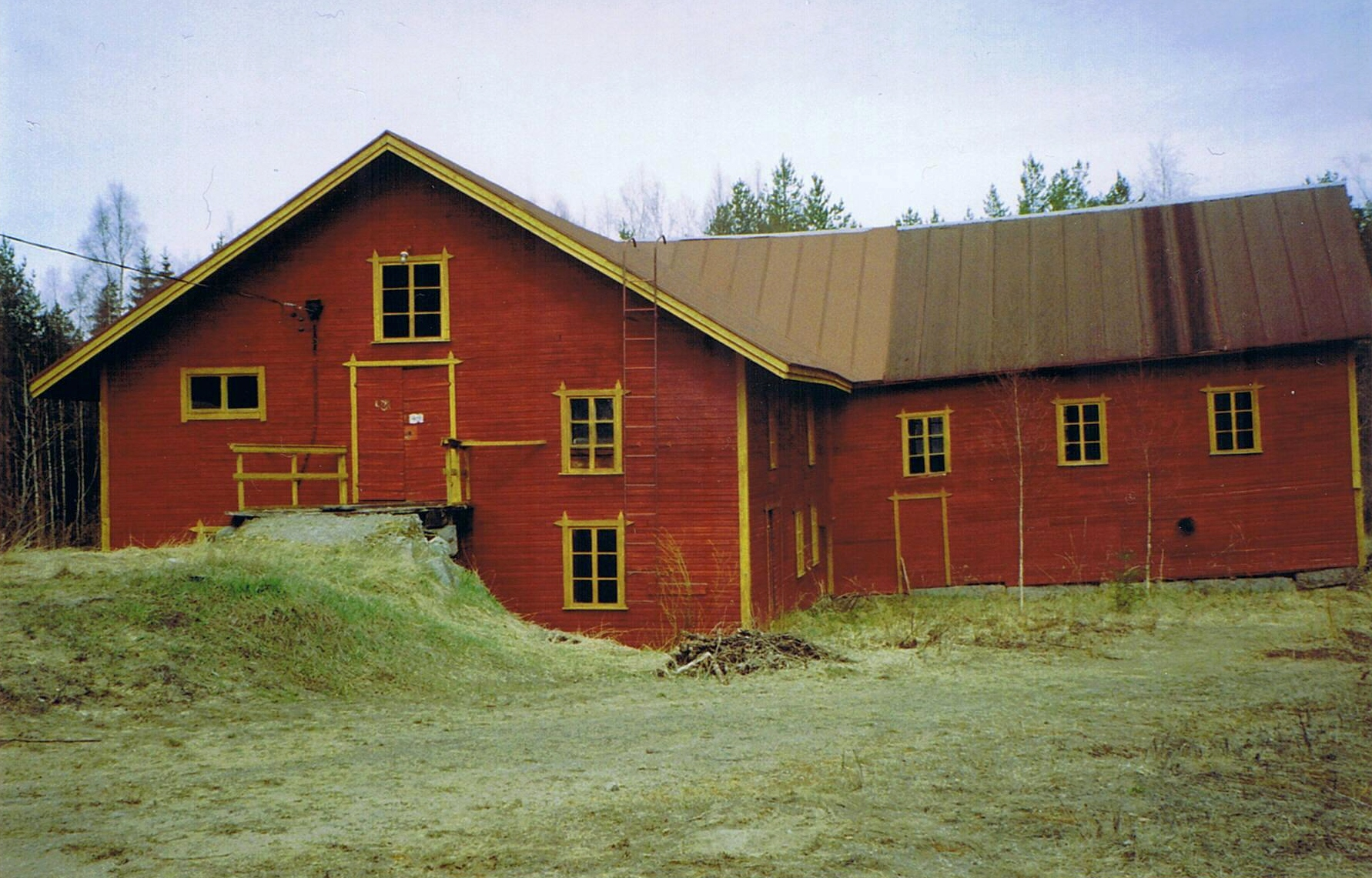
석간주 칠을 한 핀란드 농촌 건물.

석간주 연정(石間硃聯政, 핀란드어: Punamultahallitus 푸나물타할리투스[*])은 핀란드 정치에서, 핀란드 사회민주당과 중앙당(구칭 농업동맹)이 연정을 이루어 내각을 구성하는 것을 말한다. 석간주는 붉은색 안료로, 농촌 건물의 칠감으로 사용된다.
- 1937년 3월 12일-1939년 12월 1일 제3차 카얀데르 내각
- 1939년 12월 1일-1940년 3월 27일 제1차 뤼티 내각
- 1944년 11월 7일-1945년 4월 17일 제2차 파시키비 내각
- 1951년 1월 17일-1951년 9월 20일 제2차 케코넨 내각
- 1951년 9월 20일-1953년 7월 9일 제3차 케코넨 내각
- 1954년 5월 5일-1954년 10월 20일 퇴른그렌 내각
- 1954년 10월 20일-1956년 3월 3일 제5차 케코넨 내각
- 1956년 3월 3일-1957년 5월 27일 제2차 파게르홀름 내각
- 1972년 9월 4일-1975년 6월 13일 제1차 소르사 내각
- 1983년 5월 6일-1987년 4월 30일 제4차 소르사 내각
- 2003년 4월 17일-2003년 6월 24일 얘텐매키 내각
- 2003년 6월 24일-2007년 4월 19일 제1차 반하넨 내각

## 같이 보기
- 청적 연정 - 사회민주당과 국민연합당의 연정.
- 무지개 연정
- 부르주아 연정